# Lukas Lelie
Lukas Lelie (Gent, 16 oktober 1990) is een Belgisch stand-upcomedian.
Lelie studeerde af aan het RITCS in Brussel waar hij de specialisatie televisie volgde.
In het najaar van 2012 stond hij voor het eerst op het podium tijdens de voorronde van de Humo's Comedy Cup. Het volgende jaar ontving hij in De Pinte de Lunatic Comedy Award.
In februari 2014 won Lelie de Culture Comedy Award. Hij kreeg de elfde juryprijs voor het grootste stand-upcomedy-talent van Nederland en België. Naast de juryprijs mocht hij ook de publieksprijs in ontvangst nemen.
In december van hetzelfde jaar schopte hij het verder in de Humo's Comedy Cup door in de finale van Onno Lolkema en Kamal Kharmach te winnen. Hij trok naar de Vlaamse schouwburgen, onder meer als vast voorprogramma van Steven Mahieu.
Lelie was ook drie afleveringen te zien als kandidaat in De Slimste Mens ter Wereld 2015 en had een dagelijkse rubriek als "de expert" in het programma Vrede op Aarde van Sven De Leijer. Hij was in 2016, 2019 en 2020 jurylid in De Slimste Mens ter Wereld.
Daarnaast was Lelie “jongen met boekentas” in Het Huis Anubis, een reeks van Studio 100.
Tevens is hij sinds 2017 ook sidekick bij De Ideale Wereld. In 2018 speelde hij een gastrol in de film De Collega's 2.0 als treinconducteur.
Sinds 2018 maakt Lelie een internetserie over koeken genaamd Standaard Koekhandel.
In 2021 werd hij genomineerd voor een Jamie in de categorie online comedy. In december 2023 deed hij mee aan de Bake Off Vlaanderen-kerstspecial.